# 38-й гвардейский гаубичный артиллерийский полк
38-й гвардейский гаубичный артиллерийский полк — воинское подразделение вооружённых сил СССР в Великой Отечественной войне.

## История
Полк сформирован путём преобразования 879-го корпусного артиллерийского полка в мае 1942 года на Калининском фронте как 38-й гвардейский корпусной артиллерийский полк, переформирован в гаубичный в декабре 1944 года.
В составе действующей армии с 09.05.1942 по 18.11.1944 года и с 21.02.1945 по 11.05.1945 года.
В 1942—1944 годах вёл боевые действия в составе 2-го гвардейского стрелкового корпуса в районе Великих Лук, Невеля, Полоцка, затем в Прибалтике.
В ноябре 1944 года отведён в резерв, вошёл в состав 52-й гвардейской дивизионной артиллерийской бригады.

## Подчинение
| Дата            | Фронт (округ)             | Армия                 | Корпус                             | Дивизия                              | Бригада                                             | Примечания |
| --------------- | ------------------------- | --------------------- | ---------------------------------- | ------------------------------------ | --------------------------------------------------- | ---------- |
| 01.06.1942 года | Калининский фронт         | -                     | 2-й гвардейский стрелковый корпус  | -                                    | -                                                   | -          |
| 01.07.1942 года | Калининский фронт         | 3-я ударная армия     | 2-й гвардейский стрелковый корпус  | -                                    | -                                                   | -          |
| 01.08.1942 года | Калининский фронт         | 3-я ударная армия     | 2-й гвардейский стрелковый корпус  | -                                    | -                                                   | -          |
| 01.09.1942 года | Калининский фронт         | 3-я ударная армия     | 2-й гвардейский стрелковый корпус  | -                                    | -                                                   | -          |
| 01.10.1942 года | Калининский фронт         | 3-я ударная армия     | 2-й гвардейский стрелковый корпус  | -                                    | -                                                   | -          |
| 01.11.1942 года | Калининский фронт         | 3-я ударная армия     | 2-й гвардейский стрелковый корпус  | -                                    | -                                                   | -          |
| 01.12.1942 года | Калининский фронт         | 3-я ударная армия     | 2-й гвардейский стрелковый корпус  | -                                    | -                                                   | -          |
| 01.01.1943 года | Калининский фронт         | 3-я ударная армия     | 2-й гвардейский стрелковый корпус  | -                                    | -                                                   | -          |
| 01.02.1943 года | Калининский фронт         | 3-я ударная армия     | 2-й гвардейский стрелковый корпус  | -                                    | -                                                   | -          |
| 01.03.1943 года | Калининский фронт         | -                     | 2-й гвардейский стрелковый корпус  | -                                    | -                                                   | -          |
| 01.04.1943 года | Калининский фронт         | 22-я армия            | 2-й гвардейский стрелковый корпус  | -                                    | -                                                   | -          |
| 01.05.1943 года | Калининский фронт         | -                     | 2-й гвардейский стрелковый корпус  | -                                    | -                                                   | -          |
| 01.06.1943 года | Калининский фронт         | -                     | 2-й гвардейский стрелковый корпус  | -                                    | -                                                   | -          |
| 01.07.1943 года | Калининский фронт         | -                     | 2-й гвардейский стрелковый корпус  | -                                    | -                                                   | -          |
| 01.08.1943 года | Калининский фронт         | 39-я армия            | 2-й гвардейский стрелковый корпус  | -                                    | -                                                   | -          |
| 01.09.1943 года | Калининский фронт         | 39-я армия            | 2-й гвардейский стрелковый корпус  | -                                    | -                                                   | -          |
| 01.10.1943 года | Калининский фронт         | 4-я ударная армия     | 2-й гвардейский стрелковый корпус  | -                                    | -                                                   | -          |
| 01.11.1943 года | 1-й Прибалтийский фронт   | 4-я ударная армия     | 2-й гвардейский стрелковый корпус  | -                                    | -                                                   | -          |
| 01.12.1943 года | 1-й Прибалтийский фронт   | 4-я ударная армия     | 2-й гвардейский стрелковый корпус  | -                                    | -                                                   | -          |
| 01.01.1944 года | 1-й Прибалтийский фронт   | 4-я ударная армия     | 2-й гвардейский стрелковый корпус  | -                                    | -                                                   | -          |
| 01.02.1944 года | 1-й Прибалтийский фронт   | 4-я ударная армия     | 2-й гвардейский стрелковый корпус  | -                                    | -                                                   | -          |
| 01.03.1944 года | 1-й Прибалтийский фронт   | 6-я гвардейская армия | 2-й гвардейский стрелковый корпус  | -                                    | -                                                   | -          |
| 01.04.1944 года | 1-й Прибалтийский фронт   | 6-я гвардейская армия | 2-й гвардейский стрелковый корпус  | -                                    | -                                                   | -          |
| 01.05.1944 года | 1-й Прибалтийский фронт   | 6-я гвардейская армия | 2-й гвардейский стрелковый корпус  | -                                    | -                                                   | -          |
| 01.06.1944 года | 1-й Прибалтийский фронт   | 6-я гвардейская армия | 2-й гвардейский стрелковый корпус  | -                                    | -                                                   | -          |
| 01.07.1944 года | 1-й Прибалтийский фронт   | 6-я гвардейская армия | 2-й гвардейский стрелковый корпус  | -                                    | -                                                   | -          |
| 01.08.1944 года | 1-й Прибалтийский фронт   | 6-я гвардейская армия | 2-й гвардейский стрелковый корпус  | -                                    | -                                                   | -          |
| 01.09.1944 года | 1-й Прибалтийский фронт   | 6-я гвардейская армия | 2-й гвардейский стрелковый корпус  | -                                    | -                                                   | -          |
| 01.10.1944 года | 1-й Прибалтийский фронт   | 6-я гвардейская армия | 2-й гвардейский стрелковый корпус  | -                                    | -                                                   | -          |
| 01.11.1944 года | 1-й Прибалтийский фронт   | 6-я гвардейская армия | 2-й гвардейский стрелковый корпус  | -                                    | -                                                   | -          |
| 01.12.1944 года | Белорусский военный округ | -                     | -                                  | -                                    | -                                                   | -          |
| 01.01.1945 года | -                         | -                     | -                                  | -                                    | -                                                   | нет данных |
| 01.02.1945 года | -                         | -                     | -                                  | -                                    | -                                                   | нет данных |
| 01.03.1945 года | 2-й Украинский фронт      | 9-я гвардейская армия | 37-й гвардейский стрелковый корпус | 103-я гвардейская стрелковая дивизия | 52-я гвардейская дивизионная артиллерийская бригада | -          |
| 01.04.1945 года | 3-й Украинский фронт      | 9-я гвардейская армия | 37-й гвардейский стрелковый корпус | 103-я гвардейская стрелковая дивизия | 52-я гвардейская дивизионная артиллерийская бригада | -          |
| 01.05.1945 года | 3-й Украинский фронт      | 9-я гвардейская армия | 37-й гвардейский стрелковый корпус | 103-я гвардейская стрелковая дивизия | 52-я гвардейская дивизионная артиллерийская бригада | -          |